# Anna Johansson (Politikerin)

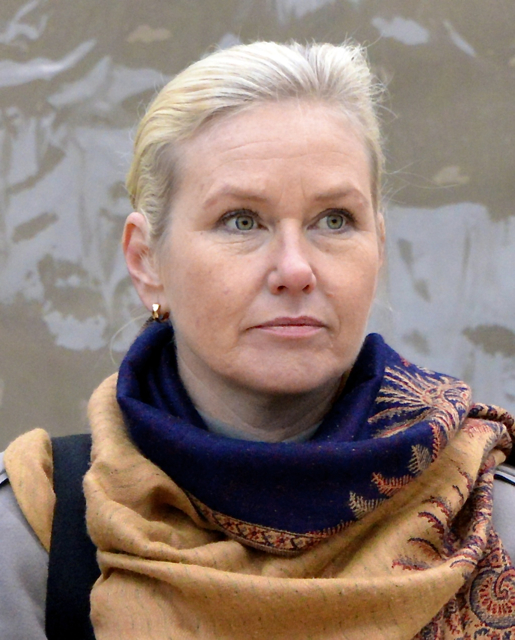
Anna Johansson, 2014

Anna Johansson (* 1971) ist eine schwedische Politikerin der Socialdemokraterna. Von Oktober 2014 bis Juli 2017 war sie die Infrastrukturministerin ihres Landes. Von 2014 bis 2022 war sie Abgeordnete im Reichstag.

## Leben
Anna Johansson kam im Jahr 1971 zur Welt. Ihr Vater war Göran Johansson, der spätere Bürgermeister von Göteborg. Von 2002 bis 2009 arbeitete sie für den Gewerkschaftsdachverband Landsorganisationen i Sverige (LO). Ab 1998 saß sie zudem im Stadtrat von Göteborg. Dabei fungierte sie in der Zeit von 2009 bis 2014 als stellvertretende Kommunalrätin (biträdande kommunalråd).
Bei der Wahl zum Schwedischen Reichstag 2014 zog Johansson erstmals in den schwedischen Reichstag ein. Am 3. Oktober 2014 wurde sie zur Infrastrukturministerin in der neu gebildeten Regierung Löfven I ernannt. Ihr Ministerposten war im Wirtschaftsministerium angesiedelt und sie erhielt die Zuständigkeit für Transport- und Infrastrukturangelegenheiten. Im Juli 2017 geriet sie mit weiteren Regierungsmitgliedern in die Kritik, da die Verkehrsbehörde Transportstyrelsen sicherheitsrelevante Aufgaben von externen Unternehmen erledigen ließ. Dadurch erhielten Subunternehmen aus Rumänien und Tschechien Zugriff auf sensible Daten des schwedischen Militärs. Die Partei Allianz für Schweden kündigte daraufhin Ende Juli einen Misstrauensantrag gegen drei Minister des Kabinetts an. Am 27. Juli 2017 wurde Johansson schließlich im Zuge eines Regierungsumbaus von ihrem Parteikollegen Tomas Eneroth ersetzt.
Nach ihrer Zeit als Ministerin wurde Johansson Mitglied im Steuerausschuss des Reichstag. Im Anschluss an die Wahl 2018 übernahm sie den Vorsitz des Arbeitsmarktsausschusses. Im Anschluss an die Parlamentswahl 2022 schied sie aus dem Parlament aus.